# سیارک ۶۹۲۴۵
سیارک ۶۹۲۴۵ (به انگلیسی: 69245 Persiceto، نامگذاری:1981EO)۶۹۲۴۵مین سیارک کشف شده‌است که در ۰۱ مارس ۱۹۸۱ کشف شد.